# Karhu
För andra betydelser, se Karhu (olika betydelser).

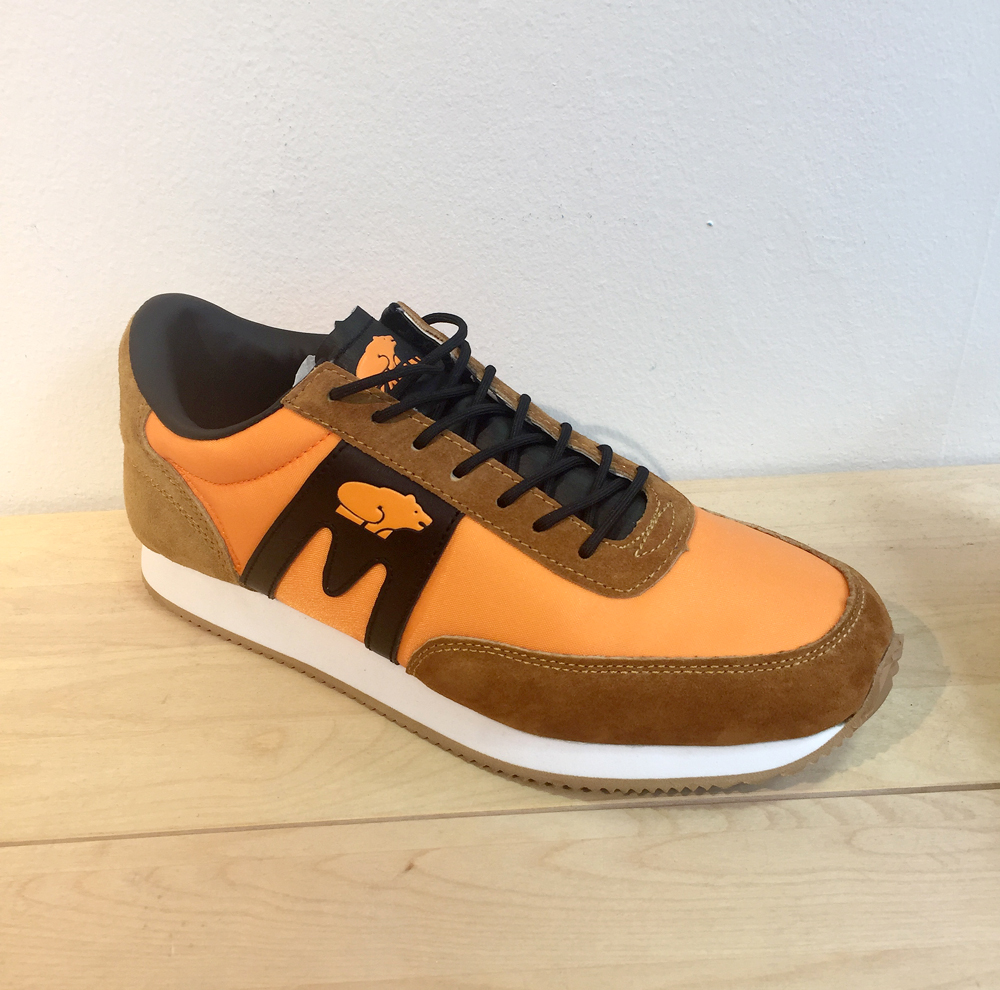
Karhusko

Karhu, (fi. "björn"), finländsk tillverkare av sportutrustning, framförallt skidor och skidutrustning. Varumärket ägs idag av Karhu Holding B.V.
Karhu grundades 1916 som Ab Sport Artiklar i Helsingfors och tillverkade skidor och skidutrustning. 1920 antogs namnet Karhu och bolaget blev framgångsrik tillverkare av spjut och löparskor. Karhu blev leverantör till de finska OS-trupperna med bland andra Paavo Nurmi. 
1951 sålde Karhu de tre strecken som den hade använt till ett då litet tyskt märke som heter Adidas för motsvarande 1600 euro och två flaskor whisky.
På 60-talet registrerades M:logotypen på skorna som varumärkessymbol. M:et står för mästare (finska Mestari).
Karhu lanserade på 1970-talet luftdämpade skor och 1982 lanserades modellen Karhu Albatross. Karhu tog även fram en basketsko kallad Harlem Air.
1976 startades en nordamerikansk verksamhet som marknadsför skidorna under "Nordic Skiing" på den nordamerikanska marknaden.